# Sand (Königswinter)

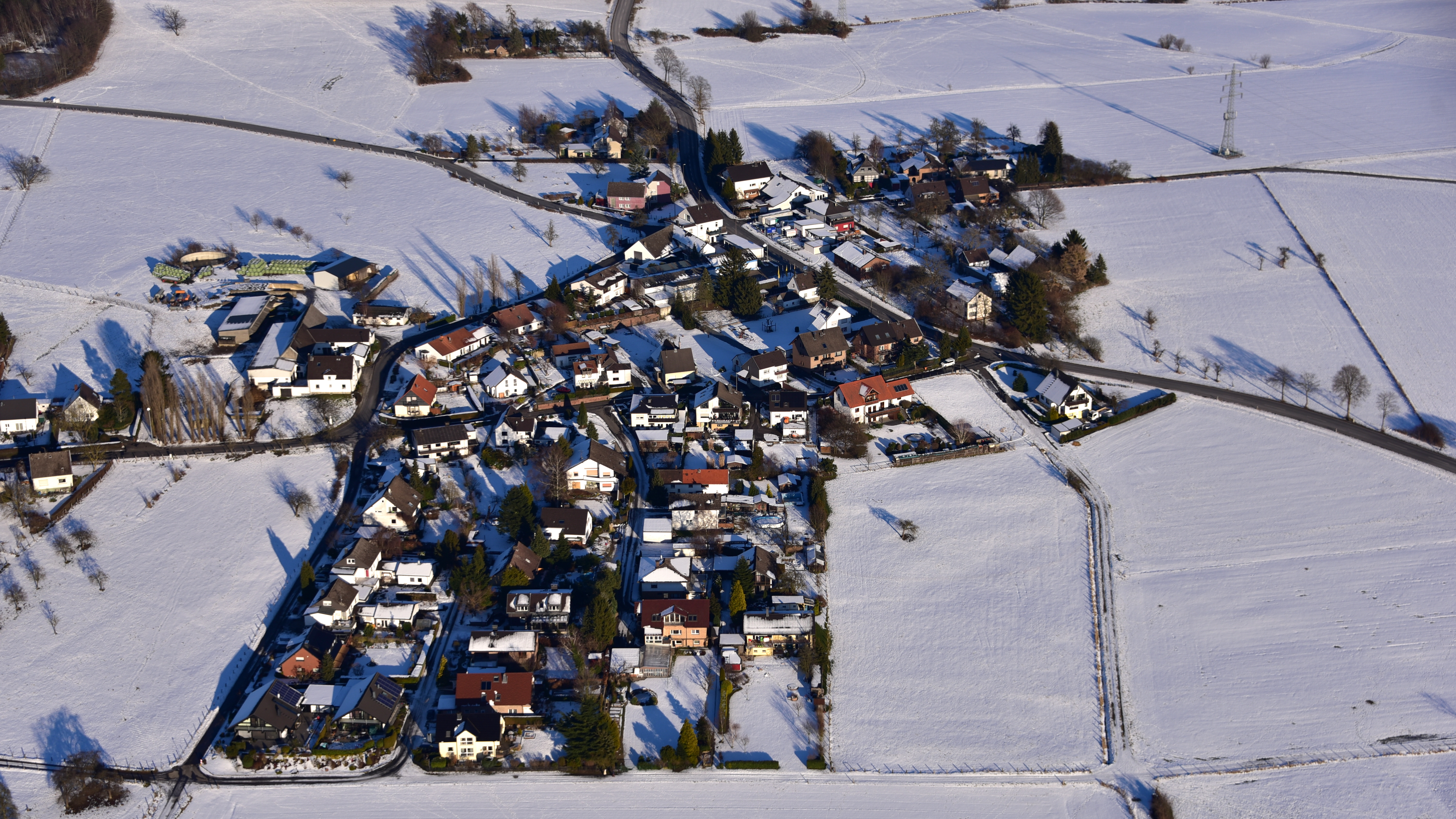
Sand, Luftaufnahme (2017)

Sand ist ein Ortsteil der Stadt Königswinter im nordrhein-westfälischen Rhein-Sieg-Kreis. Er gehört zum Stadtteil und zur Gemarkung Oberpleis, am 30. September 2022 zählte er 220 Einwohner.

## Geographie
Sand liegt etwa 2,5 km östlich des Ortszentrums von Oberpleis auf einer Anhöhe am südwestlichen Bergrücken des Stuxenbergs. Die Ortschaft umfasst Höhenlagen zwischen 220 und 235 m ü. NHN. Im Nordwesten geht Sand fließend in den Ortsteil Waschpohl über, zu den nächstgelegenen Ortschaften gehören außerdem Wiersberg im Norden, Wellesberg im Nordosten (beide Stadt Hennef (Sieg)), Bennerscheid im Südosten, Sandscheid im Südwesten und Frohnhardt im Westen. Sand wird von der Landesstraße 268 (Uckerath–Oberpleis–Oberdollendorf) durchquert.

## Geschichte
Die Ortschaft Sand ist aus einer Ansammlung mehrerer Höfe entstanden. Sie gehörte zum Kirchspiel Oberpleis im bergischen Amt Blankenberg. Nach Auflösung des Herzogtums Berg im Jahre 1806 wurde Sand der Bürgermeisterei Oberpleis (bis 1813 Mairie Oberpleis) zugeordnet, die ab 1816 zum Kreis Siegburg gehörte. Bei der Volkszählung 1843 war Sand noch als Höfe verzeichnet und umfasste 12 Wohnhäuser. Ab 1846 gehörte die Ortschaft zur politisch eigenständigen Gemeinde Oberpleis. Die Kinder von Sand besuchten die 1898 eröffnete katholische Volksschule in Sandscheid, die 1965 in eine Grundschule umgewandelt wurde.
Einwohnerentwicklung
| Jahr | Einwohner |
| ---- | --------- |
| 1816 | 32        |
| 1828 | 35        |
| 1843 | 72        |
| 1885 | 119       |
| 1905 | 75        |

## Sehenswürdigkeiten

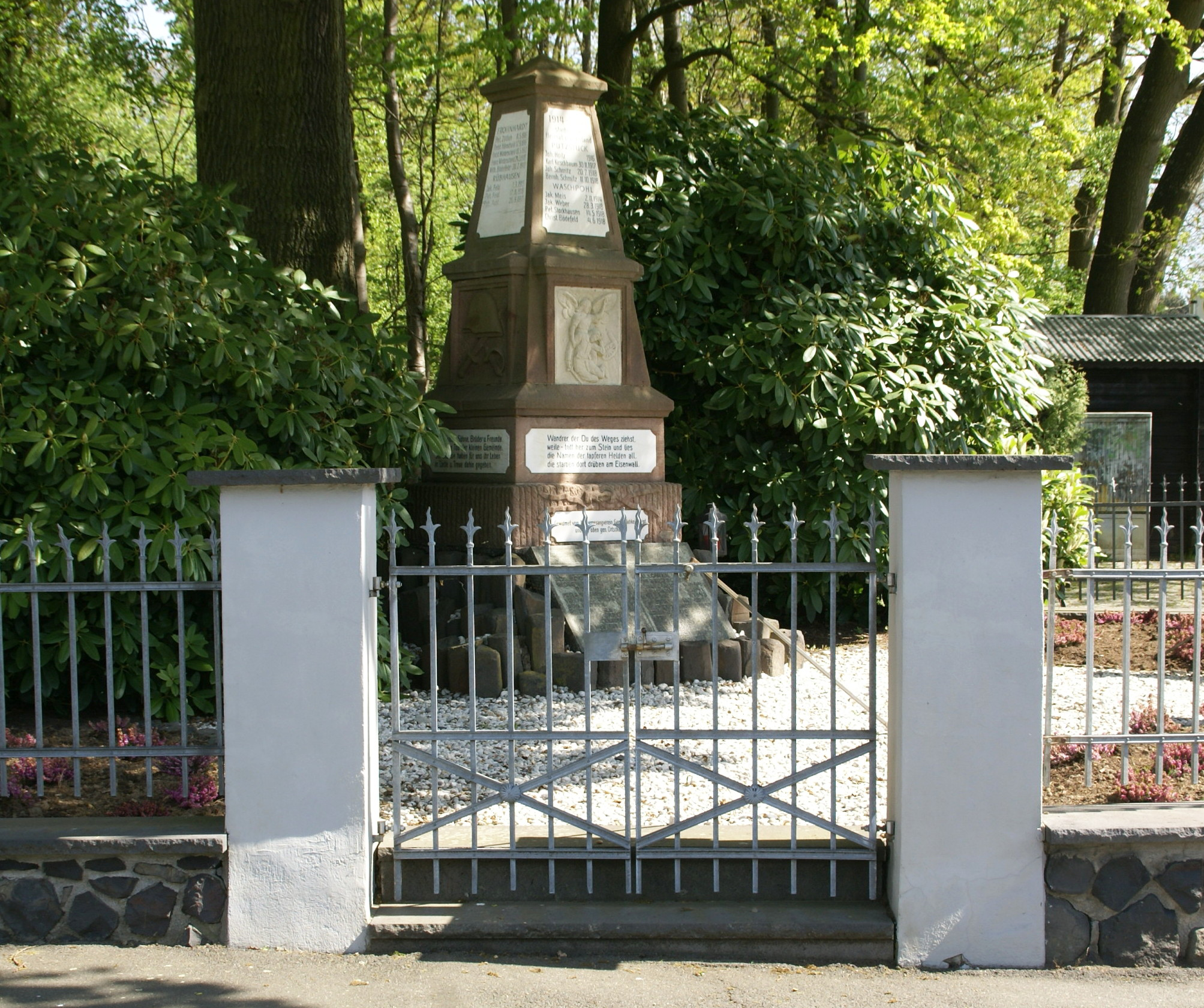
Kriegerdenkmal Oberpleiser Straße/Pützstücker Straße (2014)

Als Baudenkmal unter Denkmalschutz stehen:
- ein Wegekreuz (Votivkreuz) aus Sandstein an der Oberpleiser Straße; errichtet 1913; gestufter Granitsockel, Altarplatte mit Muschelnische, bekrönendes Steinkreuz mit Dreipassenden und gusseisernem Korpus[7]
- ein Kriegerdenkmal außerhalb des Ortes an der Ecke Oberpleiser Straße/Pützstücker Straße für die Gefallenen des Ersten und Zweiten Weltkriegs; ursprünglich errichtet 1920; Sockel aus Basaltsäulen mit Inschriften (Namen der Gefallenen) auf schwarzem Marmor, Obelisk aus Buntsandstein mit Inschriften auf weißem Marmor, mittig Reliefdarstellungen; eingebettet in Platzanlage inkl. Eisenzaun und Eichenbaum[7]